# Мирный (Свердловская область)
Мирный — посёлок в Свердловской области России, административно подчинённый городу Серову. Входит в Серовский муниципальный округ.
Ранее посёлок входил в состав Андриановского сельсовета Серовского района.

## Географическое положение
Посёлок Мирный расположен в 28 километрах (по автотрассе в 37 километрах) к северу от города Серова, на берегах реки Большаой Межевой (правого притока реки Сосьвы). В трёх километрах к востоку от посёлка расположен остановочный пункт Красный Яр Свердловской железной дороги на ветке Серов — Полуночное.

## История
Посёлок был образован 7 августа 1996 года.

## Население
| 2002 | 2010 |
| ---- | ---- |
| 30   | ↘26  |